# Francisco Rodrigues
Francisco Rodrigues (São Paulo, 27 de juny de 1925 - São Paulo, 30 d'octubre de 1988) fou un futbolista brasiler de la dècada de 1950.

## Trajectòria
Durant la seva trajectòria defensà els colors dels clubs Ypiranga-SP, Fluminense, Palmeiras, Botafogo, Juventus, Paulista i Rosario Central (Argentina). Fou un total de 21 cops (3 no oficials) internacional amb la selecció brasilera, i marcà 9 gols (4 no oficials), jugant els Mundials de 1950 i 1954.